# Les Lutins (collection)
Les Lutins, anciennement Lutin poche, est une collection d'albums pour enfants au format de poche, aux éditions l'École des loisirs.

## Histoire
La collection existe depuis 1970. Elle est créée par Arthur Hubschmid, qui souhaite imiter les collections de livres d'images bon marché Rotfuchs en Allemagne (en créant la collection Renard poche), et Kinder-Taschen-Bücher en Suisse (avec Lutin poche). Renard poche et Lutin poche rééditent des classiques du livre d'images pour enfants, avec des auteurs comme Boutet de Monvel, Benjamin Rabier, Wilhelm Busch ou Heinrich Hoffmann. 
Lutin poche réédite aussi les albums publiés par le même éditeur dans les collections Pastel et Kaléidoscope.
Depuis des décennies, cette collection a accueilli une grande partie des auteurs d'albums pour enfants.
En 2016, la collection est renommée Les Lutins.

## Principaux artistes
- Altan
- Byron Barton
- Pierrick Bisinski
- Stéphanie Blake
- Claude Boujon
- Alain Broutin
- Anthony Browne
- Jean de Brunhoff
- Wilhelm Busch
- Jiang Hong Chen
- Philippe Corentin
- Kitty Crowther
- Jennifer Dalrymple
- Philippe Dumas
- Elzbieta
- Michel Gay
- Clement Hurd
- Satomi Ichikawa
- Kazuo Iwamura
- Émile Jadoul
- Antoon Krings
- Olga Lecaye
- Leo Lionni
- Arnold Lobel
- Iela Mari
- David McKee
- Alan Mets
- Gerda Muller
- Nadja
- Carl Norac
- Geoffroy de Pennart
- Yvan Pommaux
- Claude Ponti
- Mario Ramos
- Rascal
- Maurice Sendak
- Grégoire Solotareff
- Frédéric Stehr
- Tomi Ungerer
- Catharina Valckx
- Chris Van Allsburg
- Anaïs Vaugelade
- Max Velthuijs
- Martin Waddell
- Mo Willems
- Haruo Yamashita
- Toshi Yoshida